# Microsiòpids
Els microsiòpids (Microsyopidae) són una família extinta de primats que visqueren a Nord-amèrica i, possiblement, Europa, entre el Paleocè superior i l'Eocè superior. Se n'han trobat restes fòssils al Canadà, els Estats Units i, possiblement, França. Els representants d'aquest grup eren els plesiadapiformes més primitius. Els caràcters dentals de les espècies més grosses de la família fan pensar que eren omnívores o herbívores. Les dents canines inferiors tenien forma de ferro de llança. Craseops i Megadelphus eren uns dels plesiadapiformes més grossos, amb un pes d'entre 4 i 6 kg.